# Забор’я (Плоскоське сільське поселення)
Забор’я (Плоскоське СП) (рос. Заборье) — присілок в Торопецькому районі Тверської області Російської Федерації.
Населення становить 0 осіб. Входить до складу муніципального утворення Плоскоське сільське поселення.

## Історія
Від 2005 року входить до складу муніципального утворення Плоскоське сільське поселення.

## Населення
1. Н/Д[2]